# Кищамахи
Кищамахи (дарг. Хъишамахьи) — село Дахадаевского района Дагестана. Входит в Дуакарское сельское поселение.

## География
Село находится на высоте 1777 м над уровнем моря. Ближайшие населённые пункты — Гуннамахи, Бутулта, Аяцури, Дуакар, Сумия, Буккамахи, Уцулимахи, Урхуракар, Хулабаркмахи, Узлармахи.

## Население
| 1895 | 1926 | 1939 | 1970 | 1989 | 2002 | 2010 |
| ---- | ---- | ---- | ---- | ---- | ---- | ---- |
| 207  | ↘146 | ↗158 | ↗161 | ↘102 | ↗166 | ↘148 |
| 2021 |      |      |      |      |      |      |
| ↘107 |      |      |      |      |      |      |